# Ramal
Ramal è un comune dell'Azerbaigian situato nel distretto di Ucar. Conta una popolazione di 778 abitanti.